# 495 v. Chr.
Portal Geschichte | Portal Biografien | Aktuelle Ereignisse | Jahreskalender | Tagesartikel

◄ |
6. Jahrhundert v. Chr. |
5. Jahrhundert v. Chr. |
4. Jahrhundert v. Chr. |
►

◄ | 510er v. Chr. | 500er v. Chr. | 490er v. Chr. | 480er v. Chr. |
470er v. Chr. |
►

◄◄ | ◄ | 498 v. Chr. | 497 v. Chr. | 496 v. Chr. | 495 v. Chr. |
494 v. Chr. |
493 v. Chr. |
492 v. Chr. |
► |
►►
Rom erlebt im Jahr 495 v. Chr. ein relativ friedliches Jahr. In dieser Zeit wird unter anderem ein Tempel für den Gott Mercurius errichtet und das Amt des Ädilen im Cursus honorum geschaffen.

## Ereignisse

### Politik und Weltgeschehen

#### Makedonien
Alexander I., ein erklärter Gegner des persischen Reiches, wird nach dem Tod seines Vaters Amyntas I. König von Makedonien. (Nach anderen Quellen 498 v. Chr.)

#### Römische Republik
Appius Claudius Sabinus Inregillensis und Publius Servilius Priscus Structus sind nach der Legende Konsuln der frühen Römischen Republik. Letzterer ist der erste aus der Familie der Servilier, die eine Reihe römischer Konsuln hervorbringen wird.
Um 495 v. Chr. wird in der Römischen Republik das Amt des Ädils als Teil des Cursus honorum eingeführt, vermutlich während der Ständekämpfe aus dem Amt des Hüters des für die Plebejer so wichtigen Tempels der Göttin Ceres entstanden. Die beiden Ädile haben zukünftig die Polizeigewalt in der Stadt Rom inne.
Die ersten 21 Tribus Roms entstehen angeblich bis 495 v. Chr. Dieses Datum ist jedoch umstritten, da es mit der zweifelhaften Datierung der Einwanderung der gens Claudia in Verbindung steht.

#### China

Die chinesischen Staaten zur Zeit der Frühlings- und Herbstannalen

Der Philosoph und ehemalige Staatsmann Konfuzius besucht auf seiner mehrjährigen Wanderschaft durch die Reiche zur Zeit der Frühlings- und Herbstannalen in China den Staat Wei.

### Wirtschaft, Religion und Kultur

#### Athen
Der griechische Bildhauer Kritios ist bis etwa 450 v. Chr. in Athen tätig.

#### Rom
In Rom wird auf dem Aventin ein Tempel für Mercurius, Gott der Händler und Diebe, eingeweiht. Gleichzeitig wird eine Zunft der Kaufleute geschaffen, deren Mitglieder sich mercuriales nennen. Am Stiftungstag des Tempels und der Zunft, am 15. Mai, opfern die Kaufleute von nun an jährlich dem Gott und seiner Mutter Maia und besprengen aus einer ihm geweihten Quelle an der Porta Capena Haupt und Waren mit Wasser.

## Geboren
- um 495 v. Chr.: Empedokles, griechischer vorsokratischer Philosoph, Politiker, Redner und Dichter, in Akragas auf Sizilien († um 435 v. Chr.)

## Gestorben

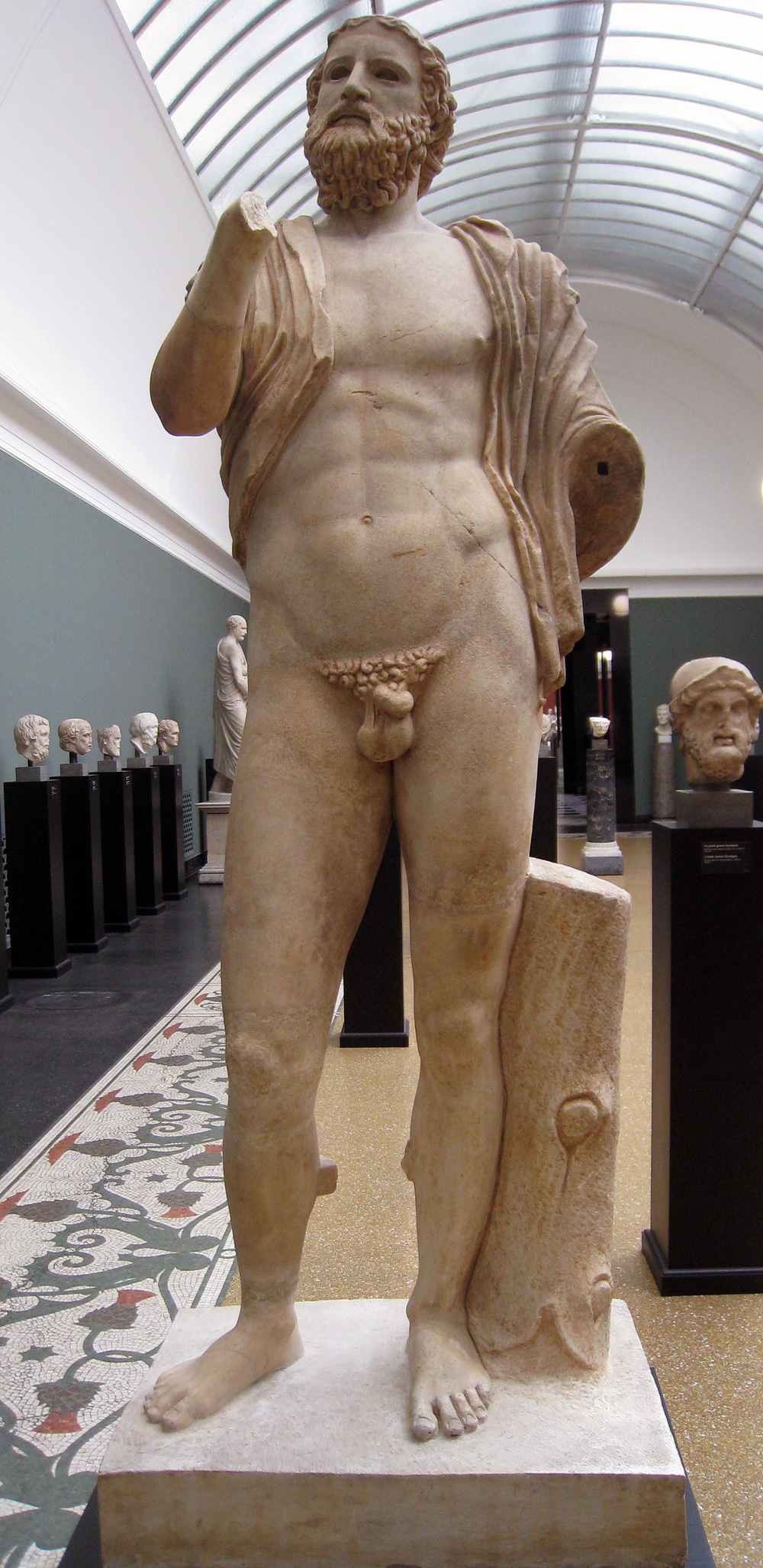
Marmorstatue Anakreons vom Monte Calvo, Italien, 2. Jahrhundert

- Anakreon, griechischer Lyriker aus dem Kanon der neun Lyriker, der Legende nach, nachdem er sich an einer Weinbeere verschluckt hat, in Athen (* um 575/570 v. Chr.)

- um 495 v. Chr.: Lucius Tarquinius Superbus, letzter etruskischer König von Rom, seit 509 in der Verbannung (Historizität unsicher)